# Lacerta media
Lacerta media är en ödleart som beskrevs av  Lantz och CYRÉN 1920. Lacerta media ingår i släktet halsbandsödlor och familjen egentliga ödlor.
Denna ödla förekommer från centrala Turkiet till Israel, södra Kaukasus och västra Iran. Den lever i kulliga regioner och bergstrakter mellan 600 och 2000 meter över havet. Habitatet utgörs av klippiga områden med buskar och träd. Arten besöker även odlingsmark. Den hittas ofta vid fuktiga ställen och den klättrar ibland i träd. Honor lägger vid ett tillfälle under året 9 till 18 ägg. Ungarna är efter ungefär två år könsmogna.
I södra delen av utbredningsområdet hotas beståndet av landskapsförändringar. Några exemplar dödas av katter. Lacerta media fångas ibland och hölls som terrariedjur. Hela populationen bedöms som stor. IUCN kategoriserar arten globalt som livskraftig.

## Underarter
Arten delas in i följande underarter:
- L. m. ciliciensis
- L. m. isaurica
- L. m. israelica
- L. m. media
- L. m. wolterstorffi